# Henning Sievert
Henning Sievert ist ein deutscher Islamwissenschaftler.

## Leben
Er studierte von 1994 bis 2001 Islamwissenschaft, Mittleren und Neueren sowie Osteuropäischen Geschichte an der Universität Kiel. Nach der Promotion von 2001 bis 2005 in der Nachwuchsgruppe Islamische Bildungsnetzwerke im lokalen und transnationalen Kontext (18.-20. Jh.) an der Universität Bochum war er von 2005 bis 2011 Assistent am Orientalischen Seminar der Universität Zürich. Von 2011 bis 2014 war er Akademischer Rat am Institut für Orient- und Asienwissenschaften der Universität Bonn. Von 2014 bis 2017 war er Oberassistent an der Abteilung Islamwissenschaft des Asien-Orient-Instituts in Zürich. Nach der Habilitation 2016 an der Philosophischen Fakultät der Universität Zürich hatte er 2017 eine SNF-Förderungsprofessor am Institut für Islamwissenschaft und Neuere Orientalische Philologie der Universität Bern. 2017 vertrat er den Lehrstuhls für Islamwissenschaft (Türkisch und Persisch) an der Universität Heidelberg. Seit 2018 lehrt er als Professor für Islamwissenschaft (Türkisch und Persisch) in Heidelberg.
Seine Arbeitsschwerpunkte sind Kulturgeschichte des Politischen, soziale Netzwerke, Kommunikation und Mikropolitik, Pluralität im Übergang von vormodernen zu modernen Gesellschaften, Imperien und Kolonialismus, Handschriftenkunde und Paläographie, Geschichtsschreibung und Biographik, Fremd- und Selbstrepräsentationen, Bildung und Buchkultur und türkische und arabische Literatur der Vormoderne.

## Schriften (Auswahl)
- Der Herrscherwechsel im Mamlukensultanat. Historische und historiographische Studien zu Abū Ḥāmid al-Qudsī und Ibn Taġrībirdī. Klaus-Schwarz-Verlag, Berlin 2003, ISBN 3-87997-310-5.
- Zwischen arabischer Provinz und Hoher Pforte. Beziehungen, Bildung und Politik des osmanischen Bürokraten Rāġıb Meḥmed Paşa (st. 1763). Würzburg 2008, ISBN 3-89913-622-5.
- als Herausgeber mit Tobias Heinzelmann: Buchkultur im Nahen Osten des 17. und 18. Jahrhunderts. Bern 2010, ISBN 978-3-0343-0451-1.